# Pabstiella wawraeana
Pabstiella wawraeana är en orkidéart som först beskrevs av João Barbosa Rodrigues, och fick sitt nu gällande namn av Guy Robert Chiron och Xim.Bols. Pabstiella wawraeana ingår i släktet Pabstiella och familjen orkidéer. Inga underarter finns listade i Catalogue of Life.

## Bildgalleri

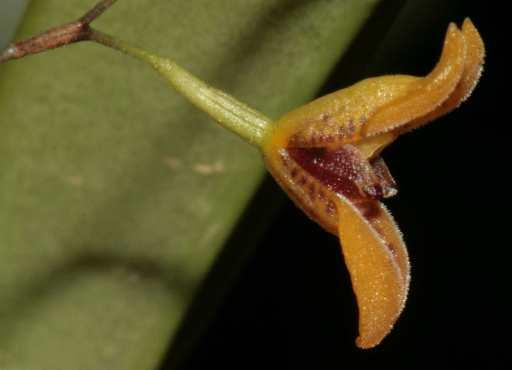